# Niverolle de David
Pyrgilauda davidiana
Espèce
Statut de conservation UICN

 LC  : Préoccupation mineure
La Niverolle de David (Pyrgilauda davidiana ou Montifringilla davidiana) est une espèce d’oiseaux de la famille des Passeridae.

## Répartition
Cet oiseau vit en Mongolie et regions limitrophes avoisinantes.